# Senatori del Missouri
Il Missouri è entrato a far parte dell'Unione il 10 agosto 1821. Come tutti gli stati elegge due senatori al Senato degli Stati Uniti; quelli del Missouri appartengono alle classe 1 e 3. Gli attuali senatori sono i repubblicani Josh Hawley e Eric Schmitt.

## Elenco

### Classe 1
| N.      | Foto    | Senatore            | Partito                                                  | Carica           | Carica           | Congresso                                                                | Mandati               | Elezioni                                                                                           |
| N.      | Foto    | Senatore            | Partito                                                  | Inizio           | Termine          | Congresso                                                                | Mandati               | Elezioni                                                                                           |
| ------- | ------- | ------------------- | -------------------------------------------------------- | ---------------- | ---------------- | ------------------------------------------------------------------------ | --------------------- | -------------------------------------------------------------------------------------------------- |
| 1       |         | Thomas Hart Benton  | Democratico-Repubblicano poi Jacksoniano poi Democratico | 10 agosto 1821   | 3 marzo 1851     | 17 · 18 · 19 · 20 · 21 · 22 · 23 · 24 · 25 · 26 · 27 · 28 · 29 · 30 · 31 | 5                     | 1821 · 1827 · 1833 · 1839 · 1845 Perse la rielezione                                               |
| 2       |         | Henry S. Geyer      | Whig                                                     | 4 marzo 1851     | 3 marzo 1857     | 32 · 33 · 34                                                             | 1                     | 1851 Non ricandidatosi                                                                             |
| 3       |         | Trusten Polk        | Democratico                                              | 4 marzo 1857     | 10 gennaio 1862  | 35 · 36 · 37                                                             | 1⁄2                   | 1837 Espulso per aver sostenuto la Confederazione                                                  |
| Vacante | Vacante | Vacante             | Vacante                                                  | 10 gennaio 1862  | 17 gennaio 1862  | 37                                                                       |                       | |
| 4       |         | John B. Henderson   | Unionista poi Repubblicano                               | 17 gennaio 1862  | 3 marzo 1869     | 37 · 38 · 39 · 40                                                        | 1 1⁄2                 | Eletto per terminare il mandato di Polk · 1863 Non ricandidatosi                                   |
| 5       |         | Carl Schurz         | Repubblicano                                             | 4 marzo 1869     | 3 marzo 1875     | 41 · 42 · 43                                                             | 1                     | 1869 Non ricandidatosi                                                                             |
| 6       |         | Francis Cockrell    | Democratico                                              | 4 marzo 1875     | 3 marzo 1905     | 44 · 45 · 46 · 47 · 48 · 49 · 50 · 51 · 52 · 53 · 54 · 55 · 56 · 57 · 58 | 5                     | 1874 · 1881 · 1887 · 1893 · 1899 Perse la rielezione                                               |
| Vacante | Vacante | Vacante             | Vacante                                                  | 4 marzo 1905     | 18 marzo 1905    | 59                                                                       | Elezione non riuscita | Elezione non riuscita                                                                              |
| 7       |         | William Warner      | Repubblicano                                             | 18 marzo 1905    | 3 marzo 1911     | 59 · 60 · 61                                                             | 1                     | 1905 Non ricandidatosi                                                                             |
| 8       |         | James A. Reed       | Democratico                                              | 4 marzo 1911     | 3 marzo 1929     | 62 · 63 · 64 · 65 · 66 · 67 · 68 · 69 · 70                               | 3                     | 1910 · 1916 · 1922 Non ricandidatosi                                                               |
| 9       |         | Roscoe C. Patterson | Repubblicano                                             | 4 marzo 1929     | 3 gennaio 1935   | 71 · 72 · 73                                                             | 1                     | 1928 Perse la rielezione                                                                           |
| 10      |         | Harry S. Truman     | Democratico                                              | 3 gennaio 1935   | 17 gennaio 1945  | 74 · 75 · 76 · 77 · 78 · 79                                              | 1 1⁄2                 | 1934 · 1940 Dimessosi per diventare Vicepresidente                                                 |
| 11      |         | Frank P. Briggs     | Democratico                                              | 18 gennaio 1945  | 3 gennaio 1947   | 79                                                                       | 1⁄2                   | Nominato per terminare il mandato di Truman Perse la rielezione                                    |
| 12      |         | James P. Kem        | Repubblicano                                             | 3 gennaio 1947   | 3 gennaio 1953   | 80 · 81 · 82                                                             | 1                     | 1946 Perse la rielezione                                                                           |
| 13      |         | Stuart Symington    | Democratico                                              | 3 gennaio 1953   | 27 dicembre 1976 | 83 · 84 · 85 · 86 · 87 · 88 · 89 · 90 · 91 · 92 · 93 · 94                | 4                     | 1952 · 1958 · 1964 · 1970 Non ricandidatosi e dimessosi in anticipo                                |
| 14      |         | John Danforth       | Repubblicano                                             | 27 dicembre 1976 | 3 gennaio 1995   | 94 · 95 · 96 · 97 · 98 · 99 · 100 · 101 · 102 · 103                      | 3                     | 1976 · 1982 · 1988 Non ricandidatosi                                                               |
| 15      |         | John Ashcroft       | Repubblicano                                             | 3 gennaio 1995   | 3 gennaio 2001   | 104 · 105 · 106                                                          | 1                     | 1994 Perse la rielezione                                                                           |
| 16      |         | Jean Carnahan       | Democratico                                              | 3 gennaio 2001   | 25 novembre 2002 | 107                                                                      | 1⁄2                   | Nominata per iniziare il mandato del marito Mel Carnahan Perse l'elezione per terminare il mandato |
| 17      |         | Jim Talent          | Repubblicano                                             | 25 novembre 2002 | 3 gennaio 2007   | 107 · 108 · 109                                                          | 1⁄2                   | Eletto per terminare il mandato di Mel Carnahan Perse la rielezione                                |
| 18      |         | Claire McCaskill    | Democratico                                              | 3 gennaio 2007   | 3 gennaio 2019   | 110 · 111 · 112 · 113 · 114 · 115                                        | 2                     | 2006 · 2012 Perse la rielezione                                                                    |
| 19      |         | Josh Hawley         | Repubblicano                                             | 3 gennaio 2019   | In carica        | 116 · 117 · 118 · 119 · 120 · 121                                        | 2                     | 2018 · 2024                                                                                        |

### Classe 3
| N.      | Foto    | Senatore               | Partito                                       | Carica            | Carica            | Congresso                                                             | Mandati               | Elezioni                                                                              |
| N.      | Foto    | Senatore               | Partito                                       | Inizio            | Termine           | Congresso                                                             | Mandati               | Elezioni                                                                              |
| ------- | ------- | ---------------------- | --------------------------------------------- | ----------------- | ----------------- | --------------------------------------------------------------------- | --------------------- | ------------------------------------------------------------------------------------- |
| 1       |         | David Barton           | Democratico-Repubblicano poi Anti-Jacksoniano | 10 agosto 1821    | 3 marzo 1831      | 17 · 18 · 19 · 20 · 21                                                | 2                     | 1821 · 1825 Perse la rielezione                                                       |
| 2       |         | Alexander Buckner      | Jacksoniano                                   | 4 marzo 1831      | 6 giugno 1833     | 22 · 23                                                               | 1⁄2                   | 1830 Deceduto                                                                         |
| Vacante | Vacante | Vacante                | Vacante                                       | 6 giugno 1831     | 25 ottobre 1833   | 23                                                                    |                       |                                                                                       |
| 3       |         | Lewis F. Linn          | Jacksoniano poi Democratico                   | 25 ottobre 1833   | 3 ottobre 1843    | 23 · 24 · 25 · 26 · 27 · 28                                           | 1 1⁄2                 | Eletto per terminare il mandato di Buckner · 1836 · 1842 Deceduto                     |
| Vacante | Vacante | Vacante                | Vacante                                       | 3 ottobre 1843    | 14 ottobre 1843   | 28                                                                    |                       |                                                                                       |
| 4       |         | David Rice Atchison    | Democratico                                   | 14 ottobre 1843   | 3 marzo 1855      | 28 · 29 · 30 · 31 · 32 · 33                                           | 1 1⁄2                 | Eletto per terminare il mandato di Linn · 1849 Perse la rielezione                    |
| Vacante | Vacante | Vacante                | Vacante                                       | 4 marzo 1855      | 12 gennaio 1857   | 34                                                                    | Elezione non riuscita | Elezione non riuscita                                                                 |
| 5       |         | James S. Green         | Democratico                                   | 12 gennaio 1857   | 3 marzo 1861      | 34 · 35 · 36                                                          | 1⁄2                   | 1857                                                                                  |
| Vacante | Vacante | Vacante                | Vacante                                       | 4 marzo 1861      | 17 marzo 1861     | 37                                                                    |                       |                                                                                       |
| 6       |         | Waldo P. Johnson       | Democratico                                   | 17 marzo 1861     | 10 gennaio 1862   | 37                                                                    | 1⁄2                   | 1861 Espulso per aver sostenuto la Confederazione                                     |
| Vacante | Vacante | Vacante                | Vacante                                       | 10 gennaio 1862   | 17 gennaio 1862   | 37                                                                    |                       |                                                                                       |
| 7       |         | Robert Wilson          | Unionista                                     | 17 gennaio 1862   | 13 novembre 1863  | 37 · 38                                                               | 1⁄2                   | Nonimato per terminare il mandato di Johnson Successore eletto                        |
| 8       |         | B. Gratz Brown         | Unionista poi Repubblicano                    | 13 novembre 1863  | 3 marzo 1867      | 38 · 39                                                               | 1⁄2                   | Eletto per terminare il mandato di Johnson Non ricandidatosi                          |
| 9       |         | Charles D. Drake       | Repubblicano                                  | 4 marzo 1867      | 19 dicembre 1870  | 40 · 41                                                               | 1⁄2                   | 1866 Divenuto giudice capo                                                            |
| 10      |         | Daniel T. Jewett       | Repubblicano                                  | 19 dicembre 1870  | 20 gennaio 1871   | 41                                                                    | 1⁄2                   | Nominato per continuare il mandato di Drake Successore eletto                         |
| 11      |         | Francis Blair          | Democratico                                   | 20 gennaio 1871   | 3 marzo 1873      | 41 · 42                                                               | 1⁄2                   | Eletto per terminare il mandato di Drake Perse la rielezione                          |
| 12      |         | Lewis V. Bogy          | Democratico                                   | 4 marzo 1873      | 20 settembre 1877 | 43 · 44 · 45                                                          | 1⁄2                   | 1872 Deceduto                                                                         |
| Vacante | Vacante | Vacante                | Vacante                                       | 20 settembre 1877 | 29 settembre 1877 | 45                                                                    |                       |                                                                                       |
| 13      |         | David H. Armstrong     | Democratico                                   | 29 settembre 1877 | 26 gennaio 1879   | 45                                                                    | 1⁄2                   | Nominato per continuare a terminare il mandato di Bogy Non ricandidatosi              |
| 14      |         | James Shields          | Democratico                                   | 27 gennaio 1879   | 3 marzo 1879      | 45                                                                    | 1⁄2                   | Eletto per terminare il mandato di Bogy Non ricandidatosi                             |
| 15      |         | George G. Vest         | Democratico                                   | 4 marzi 1879      | 3 marzo 1903      | 46 · 47 · 48 · 49 · 50 · 51 · 52 · 53 · 54 · 55 · 56 · 57             | 4                     | 1879 · 1885 · 1891 · 1897 Non ricandidatosi                                           |
| 16      |         | William J. Stone       | Democratico                                   | 4 marzo 1903      | 14 aprile 1918    | 58 · 59 · 60 · 61 · 62 · 63 · 64 · 65                                 | 2 1⁄2                 | 1903 · 1909 · 1914 Deceduto                                                           |
| Vacante | Vacante | Vacante                | Vacante                                       | 14 aprile 1918    | 30 aprile 1918    | 65                                                                    |                       |                                                                                       |
| 17      |         | Xenophon P. Wilfley    | Democratico                                   | 30 aprile 1918    | 5 novembre 1918   | 65                                                                    | 1⁄2                   | Nominato per continuare il mandato di Stone Perse l'elezione per il mandato pieno     |
| 18      |         | Selden P. Spencer      | Repubblicano                                  | 5 novembre 1918   | 16 maggio 1925    | 65 · 66 · 67 · 68 · 69                                                | 1 1⁄2                 | Eletto per terminare il mandato di Stone · 1920 Deceduto                              |
| Vacante | Vacante | Vacante                | Vacante                                       | 16 maggio 1925    | 25 maggio 1925    | 69                                                                    |                       |                                                                                       |
| 19      |         | George H. Williams     | Repubblicano                                  | 25 maggio 1925    | 5 dicembre 1926   | 69                                                                    | 1⁄2                   | Nominato per continuare il mandato di Spencer Perse l'elezione per il mandato pieno   |
| 20      |         | Harry B. Hawes         | Democratico                                   | 5 dicembre 1926   | 3 febbraio 1933   | 69 · 70 · 71 · 72                                                     | 1 1⁄2                 | Eletto per terminare il mandato di Spencer · 1926 Dimessosi                           |
| 21      |         | Joel B. Clark          | Democratico                                   | 3 febbraio 1933   | 3 gennaio 1945    | 72 · 73 · 74 · 75 · 76 · 77 · 78                                      | 2 1⁄2                 | Nominato per terminare il mandato di Hawer · 1932 · 1938 Non ottenne la ricandidatura |
| 22      |         | Forrest C. Donnell     | Repubblicano                                  | 3 gennaio 1945    | 3 gennaio 1951    | 79 · 80 · 81                                                          | 1                     | 1944 Perse la rielezione                                                              |
| 23      |         | Thomas C. Hennings Jr. | Democratico                                   | 3 gennaio 1951    | 13 settembre 1960 | 82 · 83 · 84 · 85 · 86                                                | 1 1⁄2                 | 1950 · 1956 Deceduto                                                                  |
| Vacante | Vacante | Vacante                | Vacante                                       | 13 settembre 1960 | 23 settembre 1960 | 86                                                                    |                       |                                                                                       |
| 24      |         | Edward V. Long         | Democratico                                   | 23 settembre 1960 | 27 dicembre 1968  | 86 · 87 · 88 · 89 · 90                                                | 1 1⁄2                 | Eletto per terminare il mandato di Hennig · 1962 Non ottenne la ricandidatura         |
| 25      |         | Thomas Eagleton        | Democratico                                   | 27 dicembre 1968  | 3 gennaio 1987    | 91 · 92 · 93 · 94 · 95 · 96 · 97 · 98 · 99                            | 3                     | 1968 · 1974 · 1980 Non ricandidatosi                                                  |
| 26      |         | Kit Bond               | Repubblicano                                  | 3 gennaio 1987    | 3 gennaio 2011    | 100 · 101 · 102 · 103 · 104 · 105 · 106 · 107 · 108 · 109 · 110 · 111 | 4                     | 1986 · 1992 · 1998 · 2004 Non ricandidatosi                                           |
| 27      |         | Roy Blunt              | Repubblicano                                  | 3 gennaio 2011    | 3 gennaio 2023    | 112 · 113 · 114 · 115 · 116 · 117                                     | 2                     | 2010 · 2016 Non ricandidatosi                                                         |
| 28      |         | Eric Schmitt           | Repubblicano                                  | 3 gennaio 2023    | In carica         | 118 · 119 · 120                                                       | 1                     | 2022                                                                                  |